# DFS 331
Il DFS 331 era un aliante da trasporto tattico progettato dall'ente tedesco Deutsche Forschungsanstalt für Segelflug (DFS) negli anni quaranta e successivamente costruito e sviluppato dalla Gothaer Waggonfabrik.
Progettato per sostituire il precedente DFS 230, dopo le prove di valutazione gli fu preferito il Gotha Go 242 ed il programma di sviluppo venne interrotto.

## Storia del progetto
Il successo ottenuto con il DFS 230 durante la Campagna di Francia, nel maggio 1940 suggerì alla direzione del Reichsluftfahrtministerium (RLM) di proseguire lo sviluppo di nuovi alianti di grandi dimensioni per spostare efficacemente le truppe aviotrasportate nelle zone di combattimento. A tale scopo emise una specifica per la fornitura di un nuovo modello dalla maggiore capacità interpellando il DFS per la progettazione.
La DFS realizzò un progetto tecnicamente simile al precedente, con una struttura tubolare ricoperta di tela e pannelli in compensato, ma apportando alcune migliorie. La visibilità anteriore offerta al pilota era ora migliorata e la sua posizione spostata al lato sinistro.
Il prototipo, che assunse la designazione ufficiale DFS 331 V1, venne realizzato dalla Gothaer Waggonfabrik nel 1941, ma dopo una prima valutazione l'RLM si dichiarò insoddisfatto richiedendo una maggiore capacità di carico. Pertanto, prima di completare la serie di test, venne avviato uno sviluppo parallelo del più grande Gotha Go 242.

## Utilizzatori
Germania
- Luftwaffe